# Rodney Hilton

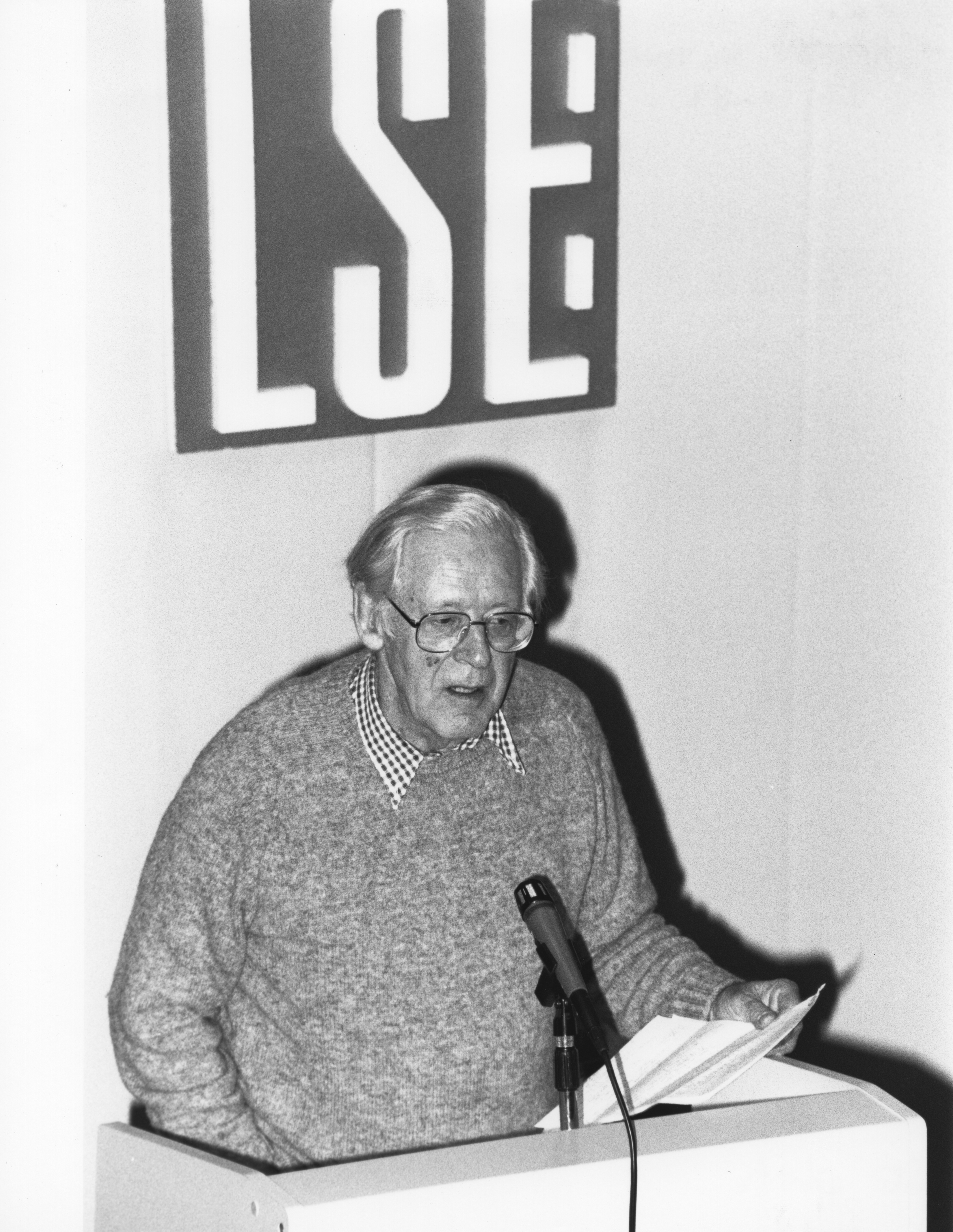
Rodney Hilton en una conferencia

Rodney Howard Hilton (Mánchester, Inglaterra, 17 de noviembre de 1916 - 7 de junio de 2002) fue un historiador británico, especialista en la Baja Edad Media. Formó parte del grupo de los Historiadores Marxistas Británicos siendo una de sus más importantes figuras.
Estudió en el Balliol College de Oxford antes de comenzar una carrera de 36 años en la Universidad de Birmingham. 
Entre sus obras destacan:
- The Revolt of 1381 (1950) con H. Fagan
- The English Peasantry in the Later Middle Ages (1975)
- The Transition from Feudalism to Capitalism (Transición del Feudalismo al Capitalismo) (1976)
- Bond Men Made Free (1973)

Se conservan sus papeles en University of Birmingham Special Collections.
- Datos: Q2557882